# San Lucas Tlanichico
San Lucas Tlanichico es una comunidad en el municipio de Villa de Zaachila en el estado de Oaxaca. San Lucas Tlanichico está a 1591 metros de altitud. 

## Geografía
Está ubicada a 16° 34' 54.48" latitud norte y 96° 28' 56.28" longitud oeste.

## Población
Según el censo de población de INEGI del 2010: la comunidad cuenta con una población total de 530 habitantes, de los cuales 285 son mujeres y 245 son hombres. Del total de la población 30 personas hablan alguna lengua indígena.

## Ocupación
El total de la población económicamente activa es de 213 habitantes, de los cuales 147 son hombres y 66 son mujeres.